# Mario Pašalić
Mario Pašalić (Mainz, 1995. február 9. –) világbajnoki bronzérmes horvát válogatott labdarúgó, posztját tekintve középpályás. A Serie A-ban szereplő Atalanta játékosa.

## Pályafutása

### Chelsea
2014. július 19-én a csapat bejelentette, hogy aláírt a csapathoz, a kivásárlási ára 3.000.000 £.

#### Elche (kölcsönben)
2014. július 22-én a csapattal egyéves kölcsönszerződést írt alá.
Augusztus 25-én debütált a bajnokság első fordulójában az FC Barcelona ellen.
December 2-án a Real Valladolid elleni gólnélküli kupameccsen lépett pályára első Copa del Rey mérkőzésén.
Az első gólját 2015. április 12-én szerezte a Córdoba elleni 0–2 során, a találkozó utolsó gólját szerezte a 68. percben.
A 34. és a 35. fordulóban ismét eredményes volt a Deportivo La Coruña és a Málaga ellen.

#### Monaco (kölcsönben)
2015. július 3-án bejelentették, hogy Pašalić a 2015–2016-os szezont kölcsönben tölti a Monacóban.
Július 28-án góllal debütált a Young Boys ellen a Bajnokok Ligája selejtezőjében, az 1–3-ra végződő mérkőzés utolsó gólját szerezte a 75. percben.
Augusztus 8-án mutatkozott be a bajnokságban az OGC Nice vendégeként, amelyen az első félidő 25 percében lecserélték.
Szeptember 17-én debütált nemzetközi kupasorozat főtábláján az Európa Ligában, egy 1–1-s mérkőzésen az Anderlecht ellen.
A bajnokságban több fontos gólokat szerzett, amelyet neki köszönhetően gyűjtött pontokat a csapat, októberben a 10. fordulóban a Olympique Lyon-nal döntetlen, két héttel később az Angers SCO és a 14. fordulóban az FC Nantes ellen.
A szezon második felében az utolsó három hónapban hátsérülés végett nem tudott a csapat rendelkezésére állni. A Monaco színeiben február 14-én játszotta utolsó mérkőzését Saint-Étienne ellen.

#### Milan (kölcsönben)
2016. augusztus 27-én érkezett a csapathoz a 2016/17-es idény végéig.
Szeptember 11-én nevezték első alkalommal a Udinese ellen a  bajnokság 3. fordulójában, de az első két hónapban nem kapott játéklehetőséget. 
Október 30-án a 11. fordulóban debütált a Pescara elleni 1–0 során, a második félidő 62. percében M’Baye Niang-ot váltotta.
November 6-án a következő fordulóban lépett pályára kezdőként a Palermo vendégeként.
December 4-én a Milan színeiben 5. mérkőzésén szerezte első gólját, és játszotta végig a Crotone elleni hazai 2–1-s győztes mérkőzést, a találatot a 41. percben jegyezte amellyel egyenlített.
December 23-án a Juventus ellen győzelemmel debütált élete első Supercoppa mérkőzésén, ami 1–1-re végződött, majd a tizenegyespárbajban az utolsó mindent elődöntő büntetőt értékesítette (4–5).
2017. január 12-én a Torino elleni 2–1-s hazai mérkőzés alkalmával debütált a Coppa Italia-ban, a 79. percben Juraj Kucka-t váltva.
A csapat színeiben összesen 27-szer (24 bajnoki, 2 kupa, és egy szuperkupa) lépett pályára, és 5 gólt szerzett.

#### Szpartak Moszkva (kölcsönben)
2017. augusztus 2-án a 2017/18-as idény végéig szerződtette a fővárosi csapat.
Hét nap múlva csereként debütált a Premjer-Liga 4. fordulójában a Zenit vendégeként az 5–1-re elvesztett bajnokin, a 72. percben Aleksandr Samedov-ot váltva.
A következő két fordulóban a csapat színeiben előbb az Arszenal Tula ellen végigjátszotta első mérkőzését, majd három nappal később a városi rivális CSZKA Moszkva ellen megszerezte első gólját a csapatban, de a mérkőzését 2–1-re elvesztették.
Szeptember 13-án játszotta a Bajnokok Ligájában az első főtáblás mérkőzését, egy 1–1-s találkozón a szlovén NK Maribor ellen.
Egy héttel később mutatkozott be a orosz kupasorozatban a Kubany Krasznodar ellen. A BL kiesés után az Európa Ligában is pályára lépett a Athletic Bilbao ellen.
A klub színeiben összesen 32 mérkőzésen lépett pályára: 21-szer a bajnokságban, 4-szer a kupában, és 7-szer a nemzetközi porondon; a BL-ben hatszor, míg az EL-ben egyszer. Mindössze 5 gólt szerzett.

### Atalanta
2018. július 25-én a 2018/19-es szezonra kölcsönbe érkezett vételi opcióval a Chelsea együttesétől.
Augusztus 9-én debütált góllal és gólpasszal a Hapoel Haifa vendégeként a 4–1-re megnyert Európa Liga selejtező mérkőzésén. A második félidő 60. percében lépett pályára, öt perccel később gólt, és a 86. percben gólpasszt készített elő Musa Barrow-nak.
A következő héten a visszavágót végigjátszotta, és egy gólpasszt is kiosztott. 
Augusztus 20-án mutatkozott be a bajnokságban a 2018/19-es idény 1. fordulójában a  Frosinone elleni 4–0-s találkozón, a 61. percben a mérkőzés harmadik gólját szerezte.
2019. július 3-án bejelentette a Chelsea, hogy 2022-ig szerződést hosszabbítottak, és még egy szezonra maradt kölcsönben a bergamoiaknál. 
2019. december 2-án az Atalanta 15 millió eurós vételi opcióról tárgyalt a londoni klubbal, akik elfogadták az összeget és a következő 2020/21-es szezontól véglegesen a klub játékosa lett. 2024. május 22-én a német Bayer Leverkusen ellen megnyerte csapatával az Európa-ligát.

## Válogatott karrier

### Horvátország
2014. május 31-én szerepelt első alkalommal a krobót felnőttcsapat keretében.
Szeptember 4-én debütált a Ciprus elleni 2–0-ra megnyert felkészülési mérkőzés utolsó 30 percében, Luka Modrić-t váltva.
2015. június 7-én szerezte első asszisztját Gibraltár ellen a második mérkőzésén.
Az első tétmérkőzését két évvel később, 2017. október 6-án egy vb selejtezőn játszotta Finnország ellen.
2020. október 7-én szerezte első gólját, a Svájc elleni barátságos mérkőzésen az utolsó, győztes találatot szerezte a 66. percben.
2021. május 17-én Zlatko Dalić szövetségi kapitány nevezte a keretbe a 2020-as Európa-bajnokságra.
Június 13-án debütált Anglia ellen karrierje során először az eb-n. 
Tizenöt nap múlva Spanyolország ellen a nyolcaddöntőben a 90+2. percben döntetlenre mentette a mérkőzést, majd a 2×15 perces hosszabbításban 5–3-ra kikaptak.
2022-ben ismét bizalmat kapott Zlatko Dalić-tól ezúttal a katari világbajnokságon, ahol harmadik helyezést értek el, és a csapat összes mérkőzésén pályára lépett. 2024. május 20-án bekerült Zlatko Dalić szövetségi kapitány a 2024-es labdarúgó-Európa-bajnokságra készülő 26 fős keretébe.

## Statisztika
2022. június 25-i szerinti adatok:
| Klub                       | Szezon           | Bajnokság        | Bajnokság | Bajnokság | Kupa  | Kupa  | Ligakupa | Ligakupa | Nemzetközi | Nemzetközi | Egyéb | Egyéb | Összes | Összes |
| Klub                       | Szezon           | Liga             | Mérk.     | Gólok     | Mérk. | Gólok | Mérk.    | Gólok    | Mérk.      | Gólok      | Mérk. | Gólok | Mérk.  | Gólok  |
| -------------------------- | ---------------- | ---------------- | --------- | --------- | ----- | ----- | -------- | -------- | ---------- | ---------- | ----- | ----- | ------ | ------ |
| Hajduk Split               | 2012/13          | 1.HNL            | 2         | 0         | 0     | 0     | —        | —        | —          | —          | —     | —     | 2      | 0      |
| Hajduk Split               | 2013/14          | 1.HNL            | 30        | 11        | 3     | 0     | —        | —        | 3          | 0          | 1     | 0     | 37     | 11     |
| Hajduk Split               | Összesen         | Összesen         | 32        | 11        | 3     | 0     | —        | —        | 3          | 0          | 1     | 0     | 39     | 11     |
| Elche (kölcsön)            | 2014/15          | La Liga          | 31        | 3         | 4     | 0     | —        | —        | —          | —          | —     | —     | 35     | 3      |
| Elche (kölcsön)            | Összesen         | Összesen         | 31        | 3         | 4     | 0     | —        | —        | —          | —          | —     | —     | 35     | 3      |
| Monaco (kölcsön)           | 2015/16          | Ligue 1          | 16        | 3         | 3     | 2     | 1        | 0        | 9          | 2          | —     | —     | 29     | 7      |
| Monaco (kölcsön)           | Összesen         | Összesen         | 16        | 3         | 3     | 2     | 1        | 0        | 9          | 2          | —     | —     | 29     | 7      |
| Milan (kölcsön)            | 2016/17          | Serie A          | 24        | 5         | 2     | 0     | —        | —        | —          | —          | 1     | 0     | 27     | 5      |
| Milan (kölcsön)            | Összesen         | Összesen         | 24        | 5         | 2     | 0     | —        | —        | —          | —          | 1     | 0     | 27     | 5      |
| Szpartak Moszkva (kölcsön) | 2017/18          | Premier Liga     | 21        | 4         | 4     | 1     | —        | —        | 7          | 0          | —     | —     | 32     | 5      |
| Szpartak Moszkva (kölcsön) | Összesen         | Összesen         | 21        | 4         | 4     | 1     | —        | —        | 7          | 0          | —     | —     | 32     | 5      |
| Atalanta (kölcsön)         | 2018/19          | Serie A          | 33        | 5         | 5     | 2     | —        | —        | 4          | 1          | —     | —     | 42     | 8      |
| Atalanta (kölcsön)         | 2019/20          | Serie A          | 35        | 9         | 1     | 0     | —        | —        | 9          | 3          | —     | —     | 45     | 12     |
| Atalanta                   | 2020/21          | Serie A          | 25        | 6         | 3     | 0     | —        | —        | 5          | 0          | —     | —     | 33     | 6      |
| Atalanta                   | 2021/22          | Serie A          | 37        | 13        | 2     | 0     | —        | —        | 9          | 1          | —     | —     | 48     | 14     |
| Atalanta                   | 2022/23          | Serie A          | 32        | 5         | 1     | 0     | —        | —        | —          | —          | —     | —     | 33     | 5      |
| Atalanta                   | Összesen         | Összesen         | 162       | 38        | 12    | 2     | —        | —        | 27         | 5          | —     | —     | 201    | 45     |
| Karrier Összesen           | Karrier Összesen | Karrier Összesen | 286       | 64        | 28    | 5     | 1        | 0        | 46         | 7          | 2     | 0     | 363    | 76     |

1. 1 2  Mérkőzése(i) a(z) Európa Ligában
2. ↑  Mérkőzése(i) a(z) Hrvatski Superkup
3. ↑  A(z) Bajnokok Ligájában négy mérkőzésen két gólt szerzett, a(z) Európa Ligában ötször lépett pályára
4. ↑  Mérkőzése(i) a(z) Supercoppa Italiana
5. ↑  A(z) Bajnokok Ligájában hatszor, a(z) Európa Ligában egyszer lépett pályára
6. 1 2  Mérkőzése(i) a(z) Bajnokok Ligájában
7. ↑  A(z) Bajnokok Ligájában öt mérkőzésen egy gólt szerzett, a(z) Európa Ligában négyszer lépett pályára

### A válogatottban
2023. június 25-i állapot szerint.
| Horvátország | Horvátország | Horvátország |
| Év           | Mérk.        | Gólok        |
| ------------ | ------------ | ------------ |
| 2014         | 1            | 0            |
| 2015         | 1            | 0            |
| 2017         | 3            | 0            |
| 2018         | 3            | 0            |
| 2019         | 4            | 0            |
| 2020         | 8            | 2            |
| 2021         | 14           | 4            |
| 2022         | 16           | 1            |
| 2023         | 4            | 1            |
| Összesen     | 54           | 8            |

## Sikerei, díjai
- AC Milan
  - Olasz szuperkupa: 2016

- Atalanta
  - Európa-liga: 2023–24

### A válogatottban

#### Horvátország
- 2022-es világbajnokság: harmadik helyezett